# Willem van Oranje (film)
Willem van Oranje, ook bekend onder de titel Willem de Zwijger, is de eerste vertoonde lange Nederlandse geluidsfilm uit 1934.
Aanleiding voor de film was de herdenking van de vierhonderdste geboortedag van Willem van Oranje in 1933. Het was de eerste en laatste speelfilm die is opgenomen in de filmstudio's van Philips. Een comité onder de leiding van Jan Feith, Jan C.W. Polak en de architect Jan Wils sprokkelde hiervoor een bedrag van 40.000 gulden bij elkaar. Het aandeel van Philips bedroeg 12.000 gulden. Regisseur Jan Teunissen legde 10.000 gulden van zijn eigen geld in. De film is in totaal slechts tien keer vertoond in de bioscopen. De film was niet zozeer gemaakt als een speelfilm, maar was meer bedoeld als een 'nationaal-historisch document' ter gelegenheid van de Willem van Oranje-herdenking.

## Verhaal
De film gaat over de levensjaren van Willem van Oranje vanaf zijn geboorte tot zijn dood. Het verhaal richt zich vooral op zijn zegerijke campagnes tegen de Spanjaarden tijdens de Tachtigjarige Oorlog. 

## Rolverdeling
| Acteur                   | Rol                        |
| ------------------------ | -------------------------- |
| Cor van der Lugt Melsert | Willem van Oranje          |
| Willy Haak               | Louise de Coligny          |
| Cor Hermus               | Keizer Karel V             |
| Louise Kooiman           | Juliana van Stolberg       |
| Cruys Voorbergh          | Filips II                  |
| Willem Huysmans          | burgemeester van Den Briel |

## Trivia
- De film werd als eerste echte geluidsfilm genoemd, omdat de film Zeemansvrouwen (1930) een mislukte na-montage had en de film Terra Nova (1932) wel een synchroongeluid op de filmstrook had staan maar nooit in de bioscoop werd vertoond. De film werd gelijk met De Jantjes afgerond. Er werd echter besloten om Willem van Oranje, vanwege het onderwerp, de eer te gunnen.
- De film werd in Eindhoven in de filmstudio's van Philips opgenomen, die ook wel bekend stonden onder de bijnaam 'Philiwood'.
- In 1983 werd een tv-serie gemaakt over het leven van Willem van Oranje met Jeroen Krabbé in de hoofdrol, zie Willem van Oranje (televisieserie).